# Théophile Nkounkou
Théophile Clorico Nkounkou (Congo Francês, 7 de janeiro de 1952) é um antigo atleta congolês, que representou a República do Congo (Brazaville) em provas de velocidade de diversas competições internacionais.
A sua marca de 10.28 s nos 100 metros, estabelecida no ano de 1980, é ainda hoje o recorde congolês. Foi vice-campeão africano na prova do hectómetro nas edições de 1979 e 1982.
Esteve presente em três Olimpíadas: 1972, 1980 e 1984. A sua presença no percurso final, foi determinante para que o Congo se apurasse para a semifinal da estafeta 4 x 100 metros dos Jogos Olímpicos de Munique, em 1972, onde havia corrido, a título individual, os 400 metros planos. Nos Jogos de 1980, em Moscovo, participou nos 100 metros (passou a primeira eliminatória, mas foi eliminado nos quartos-de-final) e, de novo, nos 4 x 100 metros. Finalmente, nos Jogos de Los Angeles 1984, já em final de carreira, só participou na estafeta 4 x 100 metros, mas sem sucesso.